# Чан Джэ Сон
Чан Джэ Сон (кор. 장재성, род. 15 марта 1975, Инчхон, Республика Корея) — южнокорейский борец вольного стиля, серебряный призёр летних Олимпийских игр 1996 года в Атланте и бронзовый призёр летних Олимпийских игр 2000 года в Сиднее, призёр чемпионатов мира (1999, 2001) и победитель Азиатских игр (1998).